# Dragoljub Ojdanić
Dragoljub Ojdanić (Ravni, 1. lipnja 1941. - Beograd, 6. rujna 2020.), general Vojske Jugoslavije. Od 1998. do 2000. obnašao dužnost načelnika Generalštaba VJ, a tijekom 2000. ministar obrane Savezne Republike Jugoslavije. Pred Haškim sudom osuđen je za kršenje zakona i običaja ratovanja i zločine protiv čovječnosti.

## Biografija
Rođen je u selu Ravni kod Užica kao jedno od petero (imao je dvije sestre i dva brata). Ojdanićev otac se borio u Drugom svjetskom ratu, potom je bio komandir milicije u Čajetini, a 1945. otišao je u Oblasni komitet partije u Užicu. Dragoljub je odrastao na Zlatiboru. Osnovnu školu završio je s odličnim uspjehom, kao i Podoficirsku školu u Sarajevu, gdje je maturirao 1958. godine. Vojnu akademiju kopnene vojske završio je 1964. Pohađao je i Komandno-štabnu akademiju i Školu nacionalne odbrane, gdje je magistrirao 1985. godine.
Prvu službu dobio je u Đakovici, poslije čega je službovao u Sarajevu, Prizrenu i na kraju u Prištini. Tijekom nemira Albanaca 1981., bio je politički komesar Prištinskog korpusa. Godine 1992. bio je zamjenik zapovjednika 37. korpusa JNA, potom VJ, sa zapovjedništvom u Užicu. U čin general-majora unaprijeđen je 20. travnja 1992. godine i postao je zapovjednik Užičkog korpusa. Pod njegovim zapovjedništvom Užički korpus je angažiran u vojnim operacijama u istočnoj Bosni u vrijeme rata u Bosni i Hercegovini. Užički korpus je uz slab otpor ušao u Višegrad i Rudo i pobijedio snage Murata Šabanovića, koji je držao taoce u unutrašnjnosti brane hidroelektrane na Drini i prijetio njenim dizanjem u zrak. Nakon toga je zapovijedao granatiranjem Goražda, tijekom kojeg su poginuli deseci civila. 
Služio je kao načelnik Generalštaba Prve armije SRJ 1993. i 1994. godine. Između 1994. i 1996. bio je zapovjednik Prve armije. U 1996. godini postao je zamjenik načelnika Generalštaba VJ. Slobodan Milošević je 26. studenog 1998. godine postavio Ojdanića za načelnika Generalštaba VJ, smjenivši generala Momčila Perišića. Ojdanić je bio načelnik generalštaba tijekom NATO-vog bombardiranja Jugoslavije (ožujak - lipanj 1999.). U veljači 2000. godine, poslije ubojstva ministra Pavla Bulatovića, postavljen je za ministra obrane Jugoslavije, tom prilikom unaprijeđen je u čin generala VJ. Bio je član SKJ. Poslije raspada SFRJ i SKJ Ojdanić nije pristupio ni jednoj političkoj stranci.
Dana 25. travnja 2002. godine Dragoljub Ojdanić je prebačen iz Srbije, Savezne Republike Jugoslavije (SRJ), u zatvorsku jedinicu Međunarodnog suda za ratne zločine počinjene na području bivše Jugoslavije, u Haagu. Iz Haaga je pušten na privremenu slobodu u Beogradu. Poslije smrti bivšeg jugoslavenskog predsjednika Slobodana Miloševića, Ojdanić je nazočio pokopu, što je izazvalo negativne reakcije Haškog suda koji zahtjeva objašnjenje države SCG tko mu je dopustio tamo poći.

## Vanjske poveznice
- Optužnica